# Třída Protecteur (2024)
Třída Protecteur je plánovaná třída zásobovacích tankerů kanadského královského námořnictva. Budou sloužit především k zásobovací a zdravotnické podpoře operačních svazů válečných lodí. Kanadské označení plavidel je Joint Support Ship (JSC). Ve službě nahradí předcházející jednotrupé zásobovací tankery třídy Protecteur. Celkem byly objednány dvě jednotky této třídy. Jejich stavba začala roku 2021, přičemž prototyp má být do služby přijat roku 2023. Třída Protecteur představuje nejdelší válečné lodě postavené kanadskými loděnicemi.

## Stavba
Program stavby plavidel JSC je reakcí na zastarávání jednotrupých zásobovacích tankerů třídy Protecteur. Ty měly být nahrazeny dvěma novými plavidly (s opcí na třetí), pro která byla původně vybrána jména HMCS Queenston a HMCS Châteauguay.
V roce 2013 Kanada pro novou třídu vybrala projekt loděnice ThyssenKrupp Marine Systems (TKMS) založený na jejích zásobovacích tankerech třídy Berlin. Zakázku na stavbu obou tankerů získala kanadská loděnice Seaspan ve Vancouveru. Dle původních odhadů měla první jednotka do služby vstoupit v roce 2019, termín však byl posunut. Plavidla tehdy byla označována jako třída Queenston. Protože dokončení nových tankerů proběhne až několik let po vyřazení jejich předchůdců, byla jako dočasné řešení přestavěna kontejnerová loď MV Asterix. Roku 2017 došlo k přejmenování obou plavidel a tím i celé třídy. Plavidla dostala tradiční jména původních zásobovacích tankerů třídy Protecteur.
Slavnostní první řezání oceli na prototypovou jednotku Protecteur proběhlo v červnu 2018. Kýl prototypu byl založen 16. ledna 2020. Na vodu bylo plavidlo spuštěno 13. prosince 2024.
Jednotky třídy Protecteur:
| Jméno                     | Založení kýlu  | Spuštěna          | Vstup do služby | Status                                |
| ------------------------- | -------------- | ----------------- | --------------- | ------------------------------------- |
| HMCS Protecteur (AOR-520) | 16. ledna 2020 | 13. prosince 2024 | 2027 (plán)     | Původní název Queenston. Ve stavbě.   |
| HMCS Preserver (AOR-521)  | 27. října 2023 |                   |                 | Původní název Chateauguay. Ve stavbě. |

## Konstrukce
Tanker bude mít kapacitu 10 000 tun paliva, 1300 tun leteckého paliva, 1100 tun munice, přičemž na palubě budou ještě další prostory pro uložení vozidel a standardizovaných kontejnerů. Bude vybaven palubní nemocnicí. Na zádi bude přistávací plocha a hangár pro dva vrtulníky CH-148 Cyclone. Nejvyšší rychlost přesáhne 20 uzlů. Dosah bude 10 800 námořních mil.